# Isabel da Rússia
Isabel, Elizaveta, ou ainda, Elizabeth (Moscou, 29 de dezembro de 1709 – São Petersburgo, 5 de janeiro de 1762) foi a Imperatriz da Rússia de 1741 até sua morte. Era filha do imperador Pedro I com sua segunda esposa a imperatriz Catarina I, tendo ascendido ao trono em um golpe de Estado contra seu primo distante Ivã VI.
Realizou numerosas reformas: abolição da pena de morte, estabelecimento do senado em 1743, criação de um conselho político supremo no mesmo ano, supressão das aduanas interiores em 1754, fundação da Universidade de Moscou no ano seguinte 1755 e da Academia de Artes da Rússia em 1757 e reorganização do comércio interno. Isabel também ampliou os poderes da nobreza — restringidos por Pedro I —, o que piorou a situação do campesinato.
Na política externa, apoiou militarmente Maria Teresa da Áustria durante a Guerra de Sucessão Austríaca. Durante a Guerra dos Sete Anos, integrou a coalizão entre Áustria, França, Saxônia, Suécia e Espanha contra o rei Frederico II da Prússia e seus aliados (Grã-Bretanha, Portugal e Hanôver). Sua aliança com Maria Teresa favoreceu a Áustria em sua disputa com a Prússia pela supremacia sobre os Estados Alemães e pela posse da Silésia. Sob seu comando, o poderio russo infligiu pesadas perdas ao exército prussiano. Entretanto, sua morte, em 1762, mudaria completamente os rumos do conflito, levando ao chamado Milagre da Casa de Brandemburgo.

## Primeiros anos
Isabel era a segunda filha do imperador Pedro, o Grande e de Catarina I da Rússia. Seus pais casaram-se secretamente na Catedral da Divina Trindade, em São Petesburgo, em novembro de 1707. A cerimônia pública aconteceu em fevereiro de 1712. Como o casamento de seus pais não havia sido reconhecido publicamente à época de seu nascimento, Isabel poderia ser considerada ilegítima por seus adversários políticos para contestar seu direito ao trono. Foi proclamada Csarevna em 6 de março de 1711 e Csesarevna em 23 de dezembro de 1721.

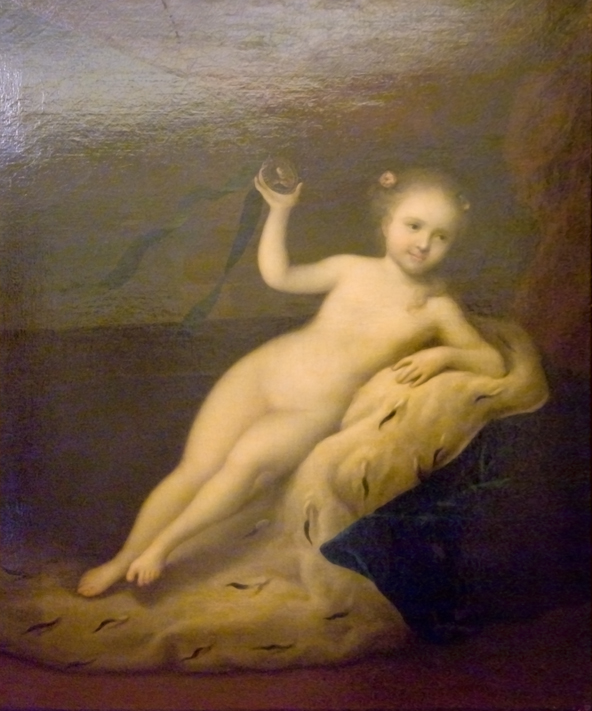
Retrato de Isabel como Vênus, pintado por volta de 1710 (Peterhof).

Dos doze filhos de Pedro e Catarina (cinco meninos e sete meninas), apenas duas, Ana e Isabel, sobreviveram à infância. Ana foi prometida ao Duque de Holstein-Gottorp, sobrinho do falecido rei Carlos XII da Suécia, antigo adversário de seu pai. Pedro também tentou encontrar um bom pretendente na Isabel na corte real francesa, quando visitou o país. Sua intenção era casar sua segunda filha com o jovem Luís XV de França, mas os Bourbon recusaram a oferta. Isabel foi então prometida ao príncipe Carlos Augusto de Holstein-Gottorp. Politicamente era uma aliança útil e respeitável. Porém, poucos dias antes do noivado, Carlos Augusto morreu e, até a morte de Pedro, nenhum plano de casamento para Isabel havia se concretizado.
Isabel foi uma criança inteligente e só não tornou-se brilhante intelectualmente porque sua educação formal foi imperfeita e inconstante. Ela era adorada por seu pai, que a via como uma espécie de "réplica feminina" de si próprio, tantas eram as semelhanças físicas e de temperamento entre eles. Entretanto, Pedro não tinha tempo disponível para dedicar à sua formação e sua mãe era demasiado simples e iletrada para supervisionar seus estudos. Isabel teve uma preceptora francesa e era fluente em italiano, alemão e francês, além de excelente dançarina e amazona. Desde a infância, ela encantava a todos com sua extraordinária beleza e vivacidade, sendo popularmente conhecida como a maior beleza do Império Russo.

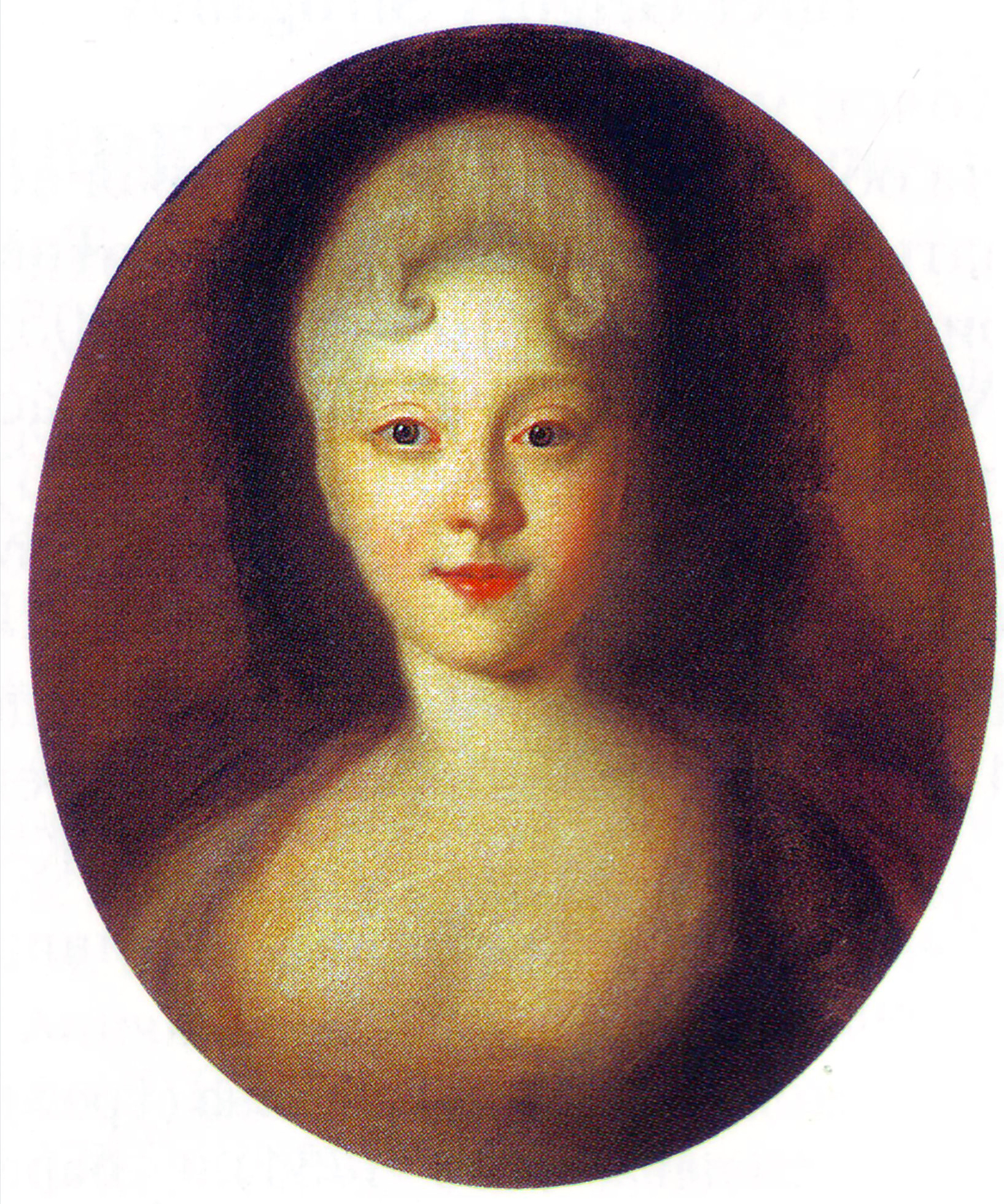
Isabel na década de 1720, por Ivan Nikitich Nikitin

Enquanto Alexandre Danilovitch Menchikov esteve no poder, Isabel foi tratada com generosidade e distinção por parte do governo de seu "meio-sobrinho", o adolescente Pedro II. Porém, os Dolgoroukov, uma antiga família boiarda, tinham um profundo ressentimento de Menchikov. Pedro II aliou-se ao príncipe Ivã Dolgorukov que, contando com dois outros membro de sua família no Supremo Conselho de Estado, criou o ambiente ideal para um golpe bem sucedido. Menchikov foi preso, despojado de todas as suas honras e propriedades e exilado na Sibéria, onde morreu em novembro de 1729. Os Dolgoroukov odiavam a memória de Pedro I e praticamente baniram sua filha da corte.
Com a morte de seu pai e a ascensão da czarina Ana, nenhuma corte real ou casa nobre da Europa poderia permitir que um filho cortejasse Isabel, pois poderia ser interpretado como um ato hostil à soberana. Casar-se com um plebeu não seria possível, pois custaria à Isabel não apenas seu título, mas seus direitos às propriedades e ao trono. A princesa, então, tornou-se amante de Alexis Shubin, um belo sargento do Regimento Semenovsky. Shubin teve sua língua arrancada e foi banido para a Sibéria por ordem da czarina Ana, fazendo com que Isabel, em represália, se envolvesse com um cocheiro e até mesmo com um garçom. Finalmente, ela encontrou consolo em um jovem cossaco ucraniano, com uma bela voz de baixo, que havia sido levado por um nobre a São Petesburgo para integrar o coro de uma igreja. Isabel adquiriu-o para seu próprio coro; seu nome era Alexei Grigorievich Razumovsky, um homem bom e simplório, mas perturbado pela ambição. Isabel foi dedicada a ele e não há indícios de que tenham se casado secretamente. Mais tarde, Razumovsky ficaria conhecido como o Imperador da Noite e Isabel (já como czarina) faria dele Príncipe e Marechal de campo. O imperador da Áustria também o tornaria Conde do Sacro-Império.

## Revolução palaciana de 1741

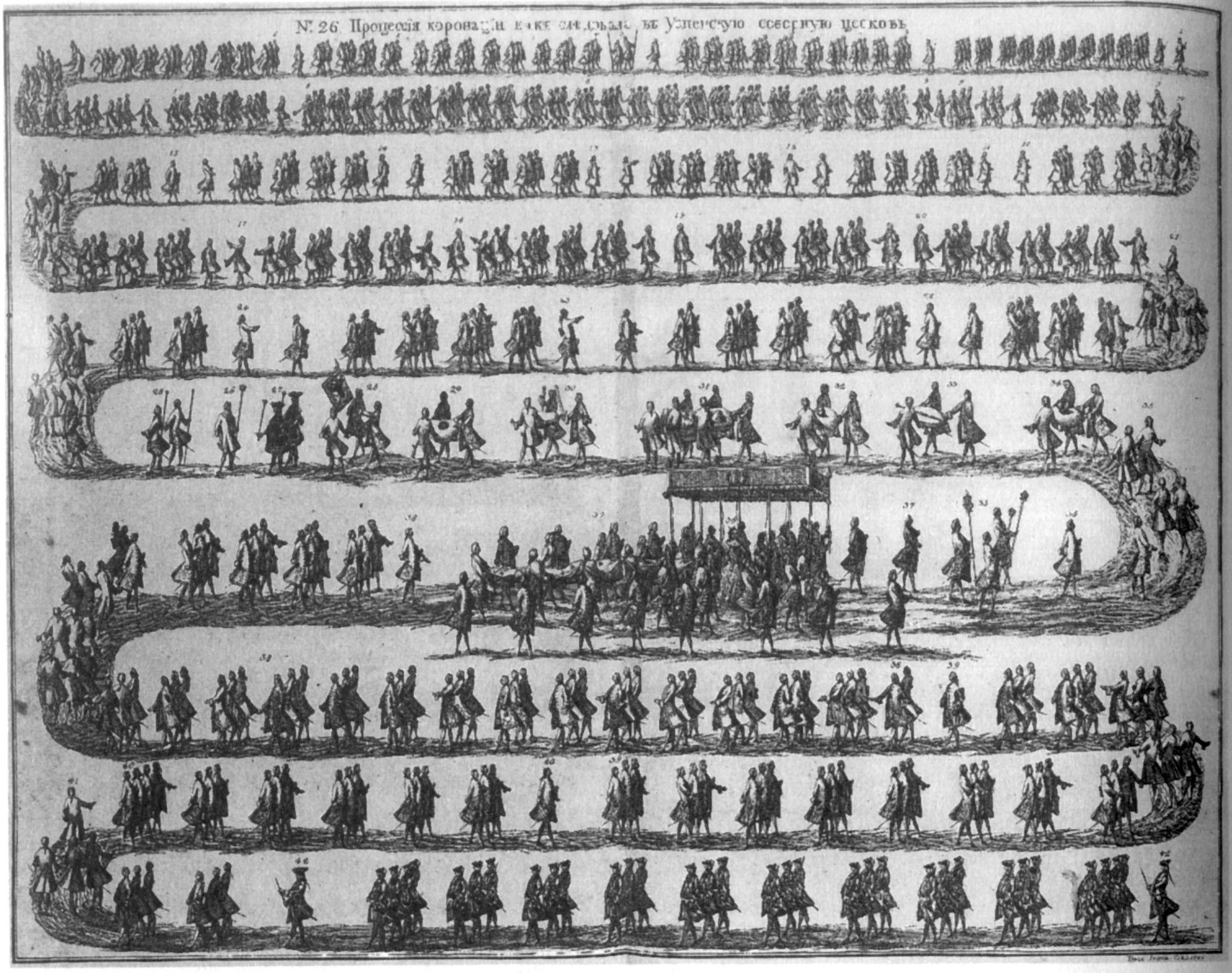
Procissão da coroação da czarina Isabel, Moscou, 1742, por Ivã Sokolow

Durante o reinado de sua prima Ana (1730-1740) e a regência de Ana Leopoldovna (em nome do recém nato Ivã VI, um período marcado por altos impostos e problemas econômicos), Isabel procurou conquistar aliados nos bastidores da corte. O curso dos acontecimentos compeliram-na a derrubar o governo fraco e corrupto. Sendo filha de Pedro, o Grande, ela contava com grande apoio dos regimentos de guardas. Isabel visitava frequentemente esses regimentos, organizando eventos especiais com os oficiais e tornando-se madrinha de seus filhos. Sua bondade foi recompensada quando, na noite de 25 de novembro de 1741, Isabel assumiu o poder com a ajuda do Regimento Preobrazhensky. Chegando à sede do regimento, vestindo uma couraça de metal sobre seu vestido e segurando uma cruz de prata, ela declarou: Quem vocês querem servir: Eu, a soberana natural, ou aqueles que têm roubado a minha herança? De lá, as tropas marcharam para o Palácio de Inverno, onde prenderam o jovem czar, seus pais e seu próprio comandante, o Conde von Munnich. Foi um golpe ousado, que transcorreu sem derramamento de sangue. Isabel prometeu que, se fosse czarina, não assinaria uma única sentença de morte; uma promessa inusitada que ela, de forma notável, manteve ao longo de sua vida.
Aos 33 anos de idade, aquela mulher naturalmente indolente e autoindulgente, com pouco conhecimento e nenhuma experiência nos assuntos de Estado, viu-se como a cabeça de um grande império num dos períodos mais críticos de sua existência. Sua proclamação como tsarina Isabel I mostra porque os reinados anteriores levaram a Rússia à ruína:
O povo russo gemia sob os inimigos da fé cristã, mas ela o livrou da degradante opressão estrangeira.
A Rússia era dominada por conselheiros alemães e Isabel exilou os mais impopulares, entre eles Heinrich Ostermann, Burkhard von Munnich e Carl Gustav Lowenwolde. Isabel coroou a si própria na Catedral da Anunciação, em 25 de abril de 1742.
Felizmente, para si mesma e para a Rússia, mesmo com todos os seus defeitos (como demorar meses para assinar documentos), ela havia herdado algo do tino paterno para os assuntos de governo. Seu julgamento aguçado e seu tato diplomático também lembravam Pedro, o Grande. As atitudes que, eventualmente, pudessem denotar indecisão ou procrastinação de sua parte eram, na maioria das vezes, uma sábia suspensão de juízo em circunstâncias excepcionalmente difíceis.
As consideráveis mudanças introduzidas por seu pai não haviam exercido uma real influência no pensar das classes dominantes. Isabel teve mais sucesso nesse quesito e lançou as bases que seriam concluídas por Catarina II.

## A política de Bestuzhev
Após a substituição do sistema de conselho de ministros, favorável à czarina Ana da Rússia, pelo senado com chefes de departamento, como nos tempos de Pedro, o Grande, a primeira tarefa da nova soberana foi resolver a disputa com a Suécia. Em 23 de janeiro de 1743, iniciaram-se as negociações, que culminaram com o Tratado de Turku, firmado em 7 de agosto, onde a Suécia cedeu à Rússia toda a parte sul da Finlândia a leste do rio Kymmene que, posteriormente, tornou-se a fronteira entre os dois países. As disposições do tratado incluíam também as fortalezas de Villmanstrand e Fredricshamn.
Esse triunfo pode ser creditado à habilidade diplomática do novo vice-chanceler, Alexey Bestuzhev-Ryumin. Mas, suas políticas teriam sido impossíveis sem o apoio de Isabel que, sabiamente, o colocou à frente das Relações Exteriores imediatamente após ter assumido o trono. Ele representou a parte anti franco-prussiana de seu conselho e seu objetivo era conseguir uma aliança anglo-austro-russa, algo que, na época, seria bastante vantajoso para a Rússia. Isso motivou a chamada Conspiração Lopukhina e outras tentativas de Frederico II da Prússia e Luís XV de França para se livrarem de Bestuzhev (fazendo da corte russa o centro de um emaranhado de intrigas durante os primeiros anos de reinado de Isabel).

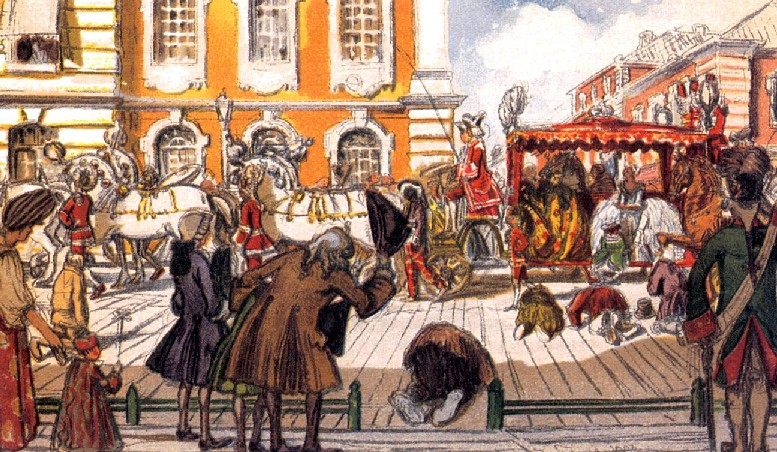
"Promenade de Elizaveta Petrovna pelas ruas de São Petesburgo" (1903), aquarela de Alexandre Benois

Bestuzhev, no entanto, mereceu ainda mais apoio de Isabel, que o manteve no cargo. Seu talento diplomático, amparado pelo envio de 30 mil homens das tropas auxiliares russas ao Reno, acelerou bastante as negociações de paz, culminando com o Tratado de Aquisgrão, em 18 de outubro de 1748. Pela tenacidade, Bestuzhev conseguiu livrar a Rússia do imbróglio sueco, reconciliando a tsarina com as cortes de Viena e Londres e permitindo à Rússia afirmar-se efetivamente na Polônia, Turquia e Suécia e isolar o rei da Prússia, que foi forçado a aderir à alianças hostis. Nada disso seria possível sem o apoio constante de Isabel, que confiou implicitamente nele, apesar das insinuações dos numerosos inimigos do chanceler (a maior parte deles, amigos pessoais da czarina).
Em 14 de fevereiro de 1758, Bestuzhev foi afastado do cargo. A futura Catarina II registrou: Ele foi despojado de todas as suas condecorações e títulos, sem uma alma que pudesse revelar quais crimes ou transgressões o primeiro cavalheiro do império havia cometido, sendo enviado de volta à sua casa como um prisioneiro. Bestuzhev jamais foi acusado de nenhum crime específico que justificasse sua prisão. Especulou-se que o chanceler teria tentado semear a discórdia entre a czarina, seu herdeiro e a esposa deste. Quem tinha interesse em levar Bestuzhev à ruína eram seus rivais: os Shuvalov, o vice-chanceler Mikhail Illarionovich Vorontsov e os embaixadores de Áustria e França.

## O herdeiro

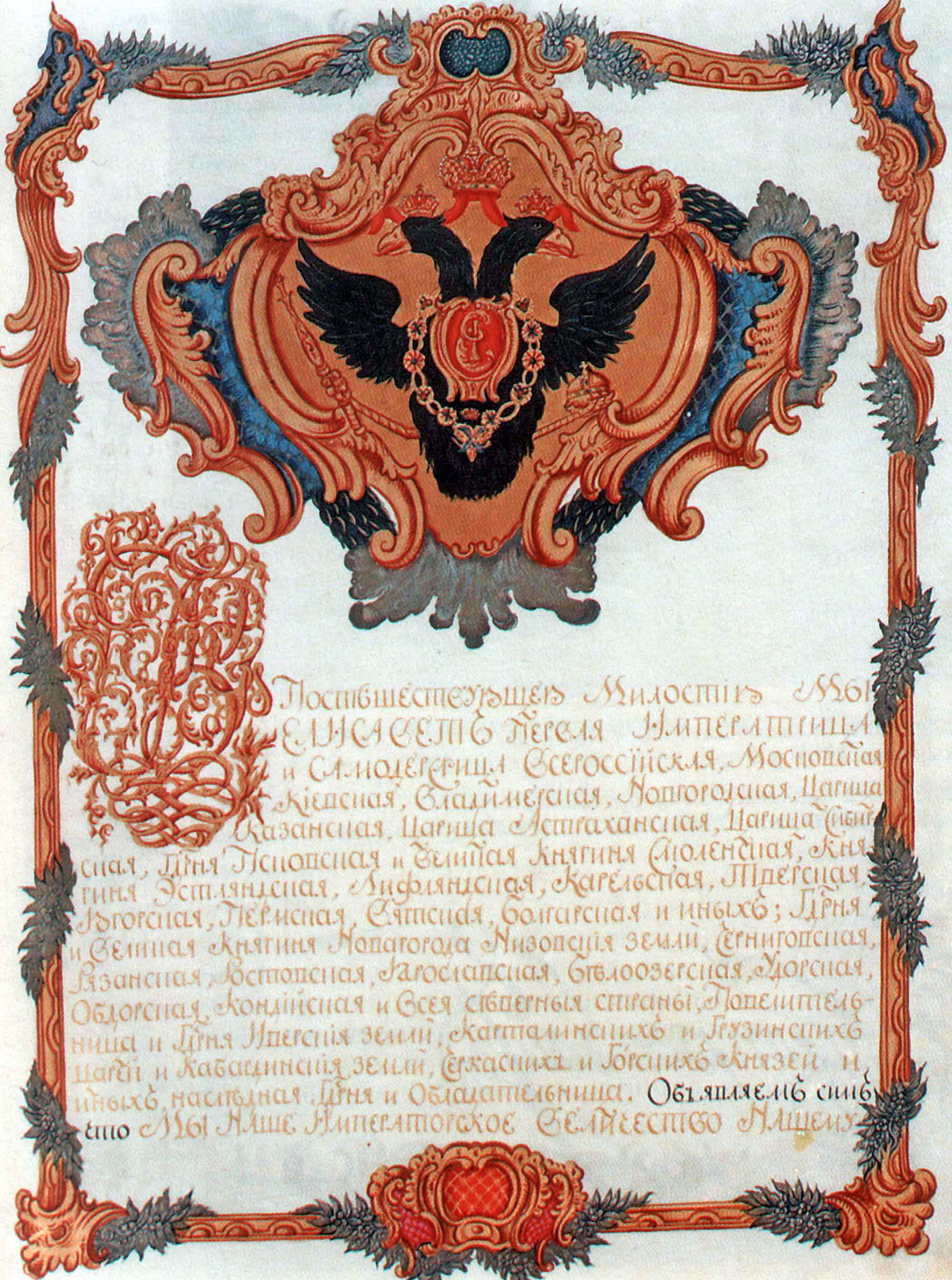
Doação de Isabel ao tenente general russo Balthasar Freiherr von Campenhausen, 27 de maio de 1756

Como soberana solteira e sem filhos, era imperativo que Isabel encontrasse um herdeiro legítimo que assegurasse a continuidade da dinastia Romanov. A escolha recaiu sobre seu sobrinho, Pedro de Holstein-Gottorp. Isabel estava muito consciente de que o deposto Ivã VI, a quem ela havia aprisionado na Fortaleza de Schlusselburg em confinamento solitário, ainda representava um grande perigo para seu trono. Ela temia um golpe de Estado em favor de Ivã e começou a destruir documentos, moedas e qualquer outra coisa que pudesse lembrar o czar deposto. Também emitiu uma ordem que determinava a eliminação imediata de Ivã à qualquer tentativa de fuga. Catarina II revalidou a ordem e, quando a tentativa de fuga concretizou-se, Ivã foi morto e enterrado secretamente dentro da própria fortaleza. O jovem Pedro perdeu a mãe, a grão-duquesa Ana, aos três meses de idade e o pai aos onze anos. Isabel convidou seu sobrinho a São Petersburgo, onde ele foi recebido na Igreja Ortodoxa e proclamado herdeiro em 17 de novembro de 1742. Foram providenciados tutores russos para cuidar da educação do futuro czar. Ansiosa por ver o futuro da dinastia assegurado, Isabel escolheu a princesa Sofia Friederica von Anhalt-Zerbst-Dornburg como noiva para seu sobrinho. Em sua conversão à Igreja Ortodoxa Russa, Sofia recebeu o nome de Catarina, em homenagem à mãe de Isabel. O casamento foi celebrado em 21 de agosto de 1745 e o herdeiro, futuro Paulo I, nasceria em 20 de setembro de 1754. Há especulações sobre a real paternidade de Paulo I. Sugere-se que ele não seria filho de Pedro III, mas de um jovem oficial chamado Serge Saltykov, com quem Catarina teria se envolvido com o consentimento de Isabel. De qualquer forma, Pedro nunca deu nenhuma indicação de que acreditasse que Paulo não era seu filho. Este, por sua vez, também não tinha nenhum interesse na paternidade. Entretanto Isabel tinha um grande interesse nisso, a ponto de retirar Paulo do convívio com a mãe para atuar, ela mesma, como mãe do herdeiro. A czarina ordenou que a parteira pegasse Paulo e a seguisse. Catarina não viu seu filho por mais de um mês, só tendo um breve contato com ele na cerimônia de batismo. Seis meses depois, Isabel permitiu que Catarina visse seu filho novamente. A criança havia se tornado uma extensão do Estado ou, num sentido mais amplo, uma propriedade do Estado. Em sua infinita capacidade de enganar-se consigo própria, Isabel acreditava que ele devia ser criado como um verdadeiro herdeiro e neto de seu pai, Pedro, o Grande.

## A Guerra dos Sete Anos

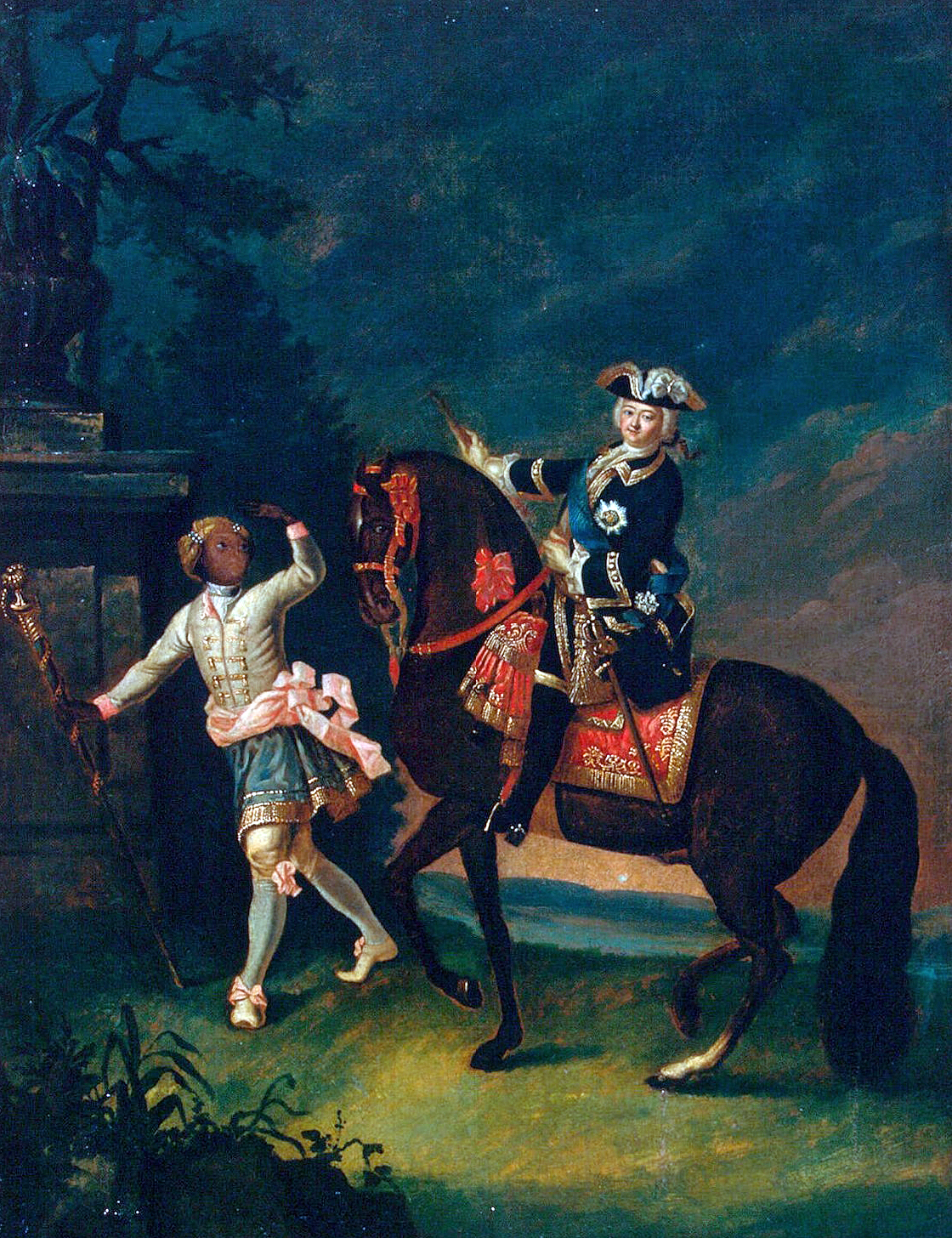
Retrato equestre de Isabel acompanhada por um pajem (Hermitage).

O grande acontecimento dos últimos anos de reinado de Isabel foi a Guerra dos Sete Anos. Ela considerava o Tratado de Westminster, de 17 de janeiro de 1756 (onde a Grã-Bretanha aliou-se à Prússia com o objetivo único de defender o Eleitorado de Hanôver), como totalmente subversiva às convenções anteriores entre Grã-Bretanha e Rússia. Ademais, a oposição de Isabel à Prússia também residia na antipatia pessoal que a czarina nutria por Frederico II. Ela desejava mantê-lo dentro dos limites adequados, para que deixasse de representar um perigo para o Império. Em 1 de maio de 1757, a Rússia aderiu ao Tratado de Versalhes, aliando-se à França e à Áustria contra a Prússia. Em 17 de maio, o exército russo, com 85 mil homens, avançou contra Königsberg.
Nem a doença grave da czarina, que começou com um desmaio em Tsarskoye Selo (19 de setembro de 1757), nem a queda de Bestuzhev (14 de fevereiro de 1758), nem as intrigas dos vários poderes estrangeiros em São Petersburgo, interferiram com o progresso da guerra e a esmagadora derrota na Batalha de Kunersdorf (12 de agosto de 1759) finalmente levou Frederico à beira da ruína. Daquele dia em diante ele entrou em desespero, embora tenha se beneficiado dos ciúmes entre comandantes russos e austríacos, que terminaram por arruinar os planos militares dos aliados.
Por outro lado, não é demais dizer que, a partir do final de 1759 até o final de 1761, a firmeza inabalável da soberana russa foi a única força política que conseguiu unir os heterogêneos e dissonantes elementos da combinação antiprussiana. Do ponto de vista russo, a grandeza de Isabel como estadista consistia na valorização constante dos interesses russos e sua determinação em promovê-los frente a qualquer perigo. Ela insistia que o rei da Prússia não poderia representar perigo para seus vizinhos no futuro e que a única maneira de isso acontecer seria rebaixando-o à condição de Príncipe-eleitor.
O próprio Frederico estava bem consciente do perigo que corria: Estou no fim dos meus recursos…, escreveu no início de 1760, … a continuação desta guerra representa a completa ruína para mim. As coisas podem se arrastar, talvez, até julho, mas uma catástrofe virá em seguida. Em 21 de maio de 1760, um novo acordo foi assinado entre russos e austríacos (uma cláusula secreta que nunca foi comunicada à corte de Versalhes), que garantia a Prússia Oriental ao Império Russo, como indenização pelas despesas de guerra. O fracasso da companha de 1760, conduzido pelo inepto conde Alexander Buturlin, induziu a corte de Versalhes, na noite de 22 de janeiro de 1761, a apresentar à corte de São Petersburgo um despacho informando que o rei de França, em virtude das condições de seus domínios, desejava a paz. A resposta da czarina foi entregue aos dois embaixadores em 12 de fevereiro e foi inspirada pela mais intransigente hostilidade em relação ao rei da Prússia. Isabel não consentiria com nenhuma insinuação de paz até que o objetivo original da liga fosse alcançado.

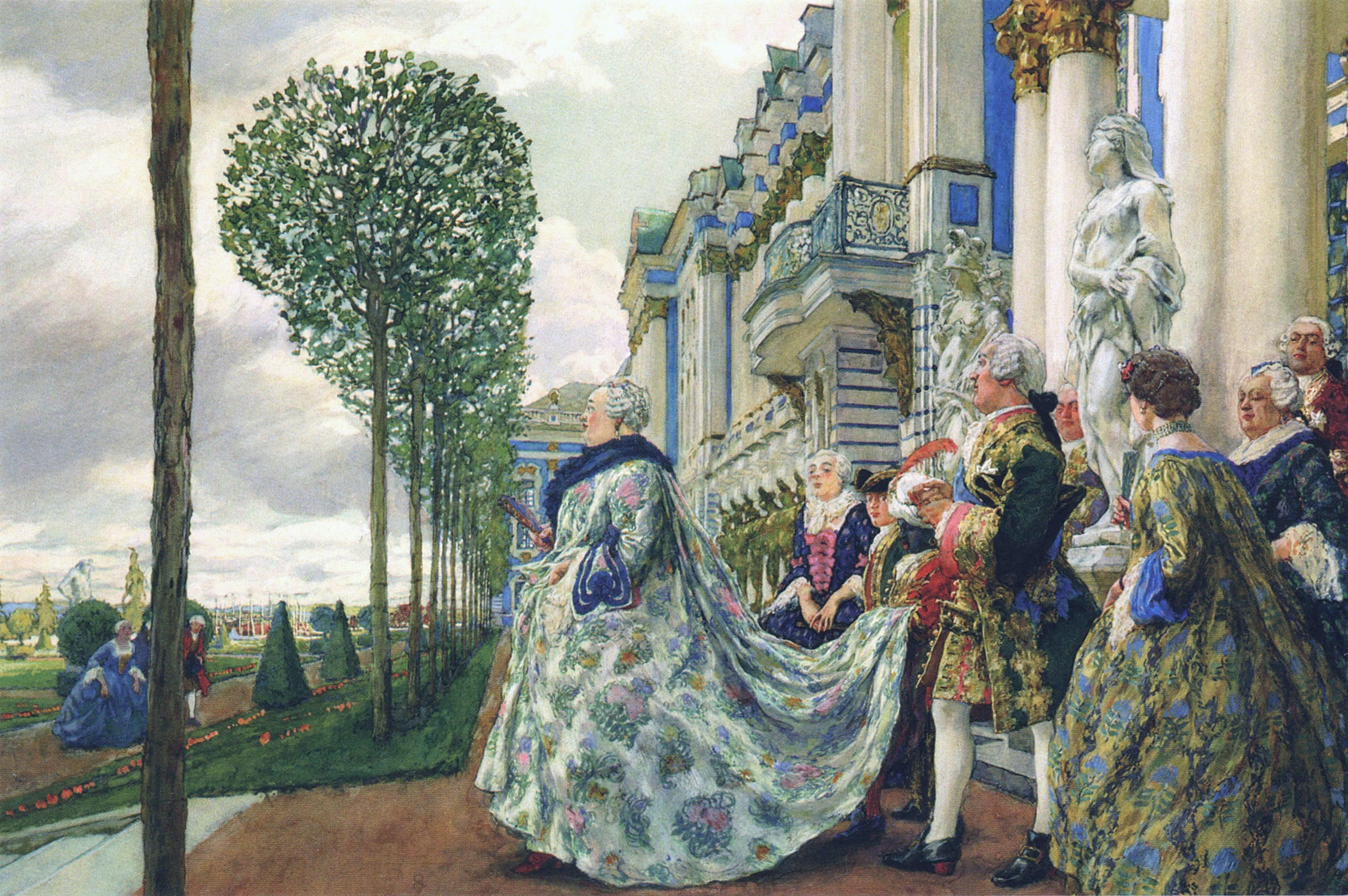
Elizaveta Petrovna em Tsarskoye Selo, por Eugene Lanceray (1905), Galeria Tretyakov.

Simultaneamente, Isabel enviou uma carta secreta a Luís XV, onde propôs a assinatura de um novo tratado de aliança, de natureza mais abrangente e explícita que os tratados anteriores, mas sem o conhecimento da Áustria. O objetivo de Isabel nessa misteriosa negociação parece ter sido o de reconciliar a França e a Grã-Bretanha, em troca do empenho de todas as forças francesas na guerra alemã. Este projeto naufragou devido à grande inveja de Luís XV com o crescimento da influência russa na Europa Oriental e seu medo de ofender a Sublime Porta. Finalmente, foi acertado pelos aliados que seus enviados a Paris deveriam fixar uma data para o início das negociações de paz e, entrementes, a guerra contra a Prússia deveria prosseguir com determinação. Em 1760, uma coluna ligeira russa ocupou Berlim. As vitórias russas colocaram a Prússia em sério perigo.
A campanha de 1761 foi quase tão frustrada quanto a do ano anterior. Frederico foi hábil em atuar na defensiva e a captura da Fortaleza de Kołobrzeg por Rumyantsev, no dia de Natal de 1761, foi a única vitória russa. Frederico, no entanto, estava em seu último suspiro. Em 6 de janeiro de 1762, ele escreveu ao conde Carlos Guilherme von Finckenstein: Nós devemos pensar agora em preservar para meu sobrinho qualquer fragmento de meu território que nós conseguirmos salvar da avidez de nossos inimigos. Quinze dias depois, porém, ele escreveu ao príncipe Fernando de Brunswick: O céu começou a clarear. Coragem, meu caro. Recebi a notícia de um grande evento. O grande evento, que arrancou-lhe da destruição e passou à história como o Milagre da Casa de Brandemburgo, foi a morte da Czarina da Rússia, em 5 de janeiro de 1762.

## A corte da czarina
Sob o reinado de Isabel, a francófila corte russa foi uma das mais belas de toda a Europa. Os estrangeiros ficavam surpresos com o puro luxo dos bailes suntuosos e de máscaras. A czarina orgulhava-se de suas habilidades como dançarina e usava os vestidos mais requintados. Ela emitiu decretos que regulavam os estilos das roupas e enfeites usados pelos cortesãos. Ninguém foi autorizado a ter o mesmo penteado que a soberana. Isabel possuía quinze mil vestidos de baile, vários milhares de pares de sapatos, bem como um número ilimitado de meias de seda. Apesar de seu amor pela corte, Isabel era profundamente religiosa. Ela visitou conventos e igrejas e passava longas horas na igreja. Quando solicitada a assinar uma lei de dessacralização das terras da igreja, ela disse: Façam o que quiserem depois da minha morte. Eu não vou assinar isto. Todos os livros estrangeiros tinham que ser aprovados pelo censor da igreja. Vasily Klyuchevsky a chamou de gentil e inteligente, mas desordenada mulher russa que combinava as novas tendências europeias com 'devotas tradições' nacionais.

## Morte
No final de 1750, a saúde de Isabel começou a degenerar-se. Passou a sofrer uma série de tonturas e recusou-se a tomar os medicamentos prescritos, mas proibiu a palavra "morte" em sua presença. Sabendo que estava morrendo, Isabel usou suas últimas forças restantes para fazer a sua confissão, recitar com seu confessor a oração dos moribundos e dizer adeus às poucas pessoas que desejava ter junto a ela, incluindo Pedro e Catarina e os condes Alexey e Kirill Razumovsky. Finalmente, em 25 de dezembro de 1761, a czarina morreu. Ela foi sepultada na Catedral de São Pedro e São Paulo em São Petersburgo, em 3 de fevereiro de 1762, após seis semanas de ritos fúnebres.

## Nota
- Este artigo foi inicialmente traduzido, total ou parcialmente, do artigo da Wikipédia em inglês cujo título é «Elizabeth of Russia», especificamente desta versão.